# 陳穆公
陳穆公（？—前632年），媯姓，名款，春秋时期諸侯國陳國國君。陳宣公之子，承襲陳宣公之位擔任該國君主。在位时間為前647年－前632年，共16年。